# Utah Olympic Oval
 (avril 2025).
Si vous disposez d'ouvrages ou d'articles de référence ou si vous connaissez des sites web de qualité traitant du thème abordé ici, merci de compléter l'article en donnant les références utiles à sa vérifiabilité et en les liant à la section « Notes et références ».
L'Utah Olympic Oval est une salle sportive avec un anneau de patinage de vitesse, située à 23 km au sud-ouest de Salt Lake City, à Kearns, dans l'Utah. Elle accueille notamment les épreuves de patinage de vitesse lors des Jeux olympiques de 2002, pour lesquels elle a été construite, et y comprend alors le laboratoire antidopage de cet événement. La capacité de la  salle est de 6 000 spectateurs.
À l'intérieur du bâtiment, la piste de patinage de 400 mètres entoure deux plaques de glace de taille internationale et est elle-même entourée d'une piste de course de 442 mètres. En raison de l'altitude élevée (1 425 m) et de la faible résistance à l'air qui en découle, dix records olympiques et neuf records du monde ont été établis à l'ovale lors des Jeux de 2002, ce qui représente alors le plus grand nombre de records du monde jamais établis lors d'un même événement
En 2024, la patinoire sud est transformée en patinoire d'entrainement temporaire pour le Mammoth de l'Utah (alors connu sous le nom de Club de hockey de l'Utah) de la Ligue nationale de hockey (LNH), en attendant la construction d'une installation permanente dans les boutiques de South Town, à proximité de Sandy. La patinoire est réduite de ses dimensions olympiques à 61 m x 26 m, les mensurations standards de la LNH, et un terrain d'entrainement est construit dans une zone inutilisée du bâtiment.